# Dune Original Motion Picture Soundtrack
Die Musik für Dune, ein Science-Fiction-Film des Regisseurs Denis Villeneuve, wurde von Hans Zimmer komponiert. Das Album wurde am 17. September 2021 veröffentlicht.

## Entstehung

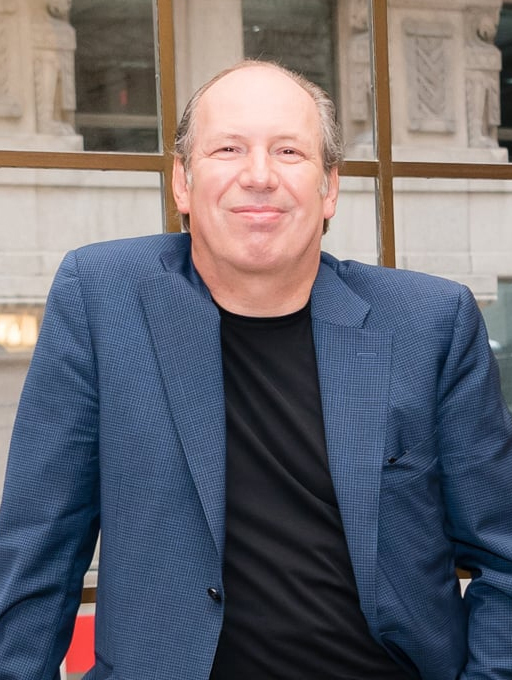
Hans Zimmer komponierte die Musik

Die Musik für den Science-Fiction-Film Dune des kanadischen Regisseurs Denis Villeneuve wurde von Hans Zimmer komponiert. Bill Desowitz beschreibt Zimmers Ansatz als Retro Future. Dieser entstand durch die experimentelle Verwendung von Instrumenten und Klängen. Zimmer selbst beschreibt die Musik für den Film als spirituell, ohne religiös zu sein. Zudem sei sie sehr stark von einem Chor weiblicher Stimmen angetrieben. Allgemein sagte er über die Verwendung von Gesang bei seiner Arbeit, in der Zukunft könnten sich zwar die Instrumente aufgrund der Technologie verändern, aber was (bestehen) bleibe, sei die menschliche Stimme. Er bearbeitete die Klänge mit Hilfe seines virtuellen Synthesizers, der Musiksoftware Cubase. Viele dieser Klänge seien in Zusammenarbeit mit dem Musiker und Instrumentenbauers Chas Smith während Experimenten in dessen Studio entstanden, in der sich eine Resonanzkammer befindet. Villeneuves Idee folgend arbeitete Zimmer für House of Atreides mit 30 Dudelsackspielern zusammen. Die Aufnahme entstand in einer Kirche in Edinburgh.

## Veröffentlichung
Mit Paul’s Dream und Ripples in the Sand veröffentlichte WaterTower Music im Juli 2021 die ersten beiden Stücke der Filmmusik. Der komplette Dune Original Motion Picture Soundtrack mit 22 Musikstücken wurde am 17. September 2021 veröffentlicht.

## Titelliste
1. Dream of Arrakis (3:08)
2. Herald of the Change (5:01)
3. Bene Gesserit (3:54)
4. Gom Jabbar (2:00)
5. The One (2:30)
6. Leaving Caladan (1:55)
7. Arrakeen (2:16)
8. Ripples in the Sand (5:14)
9. Visions of Chani (4:27)
10. Night on Arrakis (5:03)
11. Armada (5:09)
12. Burning Palms (4:04)
13. Stranded (0:58)
14. Blood for Blood (2:29)
15. The Fall (2:32)
16. Holy War (4:20)
17. Sanctuary (1:50)
18. Premonition (3:30)
19. Ornithopter (1:54)
20. Sandstorm (2:35)
21. Stillsuits (5:31)
22. My Road Leads into the Desert (3:52)

## Charterfolge
Das Album erreichte Platz 1 in den Soundtrack Album Charts im Vereinigten Königreich und hatte Ende Oktober 2021 auf Platz 4 seine höchste Positionierung in den iTunes-Charts. Am 5. November 2021 stieg es auf Platz 7 in die Soundtrack Album Charts in den USA ein.

## Auszeichnungen
Zimmers Arbeit befindet sich in einer Shortlist in der Kategorie Beste Filmmusik bei der Oscarverleihung 2022. Im Folgenden weitere Auszeichnungen und Nominierungen.
American Society of Composers, Authors and Publishers Awards 2022
- Nominierung in der Kategorie Film Score of the Year (Hans Zimmer)[10]

British Academy Film Awards 2022
- Auszeichnung für die Beste Filmmusik (Hans Zimmer)

Critics’ Choice Movie Awards 2022
- Auszeichnung für die Beste Filmmusik (Hans Zimmer)

Hollywood Music in Media Awards 2021
- Auszeichnung für die Beste Filmmusik – Science-Fiction/Fantasy (Hans Zimmer)[11]

Golden Globe Awards 2022
- Auszeichnung für die Beste Filmmusik (Hans Zimmer)

Grammy Awards 2022
- Nominierung als Best Score Soundtrack for Visual Media[12]

Oscarverleihung 2022
- Auszeichnung für die Beste Filmmusik (Hans Zimmer)

Society of Composers & Lyricists Awards 2022
- Nominierung für die Beste Musik – Studiofilm (Hans Zimmer)[13]